# AVN Adult Entertainment Expo
AVN Adult Entertainment Expo — ежегодная торговая выставка компаний порноиндустрии, проводимая в Лас-Вегасе при спонсорстве журнала Adult Video News Magazine.

## AVN Expo
AVN Adult Entertainment Expo — крупнейшая выставка компаний порноиндустрии в США, одна из крупнейших в мире. Большинство представленных компаний американские, но есть также и европейские производители. Например, постоянным участником является компания Private.
В 2007 году на AVN Expo свои павильоны, выставочные стенды демонстрировали 355 фирм, студий и предприятий. Выставку посетили около 30 тысяч человек. Традиционно AVN Expo проводится в середине первой декады января. Это время выбрано неслучайно, в эти же дни в Лас-Вегасе проходит крупная выставка достижений электроники Consumer Electronics Show, и в силу немалого гендерного и возрастного совпадения целевой аудитории предполагается, что участники как той, так и другой выставки, скорее всего, посетят обе.
Участников привлекает возможность осматривать десятки выставочных павильонов, приобретать сувениры, плакаты, какие-то из которых могут быть подписаны актрисами, которые на них изображены, так как на выставке всегда присутствует максимальное количество порнозвёзд. С ними можно сфотографироваться на память, пообщаться, они охотно раздают интервью журналистам.
Апогеем мероприятия становится церемония награждения «порно-Оскарами» AVN Awards для производителей фильмов для взрослых, проходящая в рамках AVN Expo. Сама AVN Awards появилась раньше Expo, ещё в 1984 году. С появлением же AVN Adult Entertainment Expo в 1998 году она стала неотъемлемой составной частью главной выставки американского порнобизнеса.
Из-за мирового кризиса в 2008 году в выставке приняла участие 301 компания, в 2009 году — 267, и число посетителей оценивалось в районе 20—25 тысяч человек. Но по словам споуксмена AVN Adult Entertainment Expo Шона Девлина:

Относительно общего состояния экономики, относительно состояния дел у других торговых выставок, дела у нас достаточно хороши. Действительно, несколько участников взяли стенды меньшего размера и привезли с собой меньше людей. Доходы от выставки сократились, но производители порно решили, что они просто обязаны принять участие в этом мероприятии. Выставка по прежнему сохранила привлекательность как «витрина» для продукции и услуг индустрии, как средство общения, как место встречи с фанатами.
Оригинальный текст (англ.)Given the economy, given where every other trade show is now, we feel pretty good. We did have a number of exhibitors who are here who took smaller booths and brought fewer people. Giveaways were down, but the exhibitors decided that they have to be here. The show still has value as a showcase for products and services, has value as a place to conduct networking, and has value as a place to reach out to your fan base.— 
Первые два дня ярмарка индустрии развлечений для взрослых работает в закрытом режиме. Допуск получают только люди, имеющие непосредственное отношение к порноиндустрии. А на третий день AVN Adult Entertainment Expo открывается для всех посетителей.

## Галерея
- Выставочные стенды. Атмосфера
- Дана Деармонд и Энди Сан Димас
- (слева направо) Бри Олсон, Кортни Каммз и Ава Роуз
- Саманта Сэйнт
- Софи Ди
- Кирстен Прайс
- Лиза Энн
- Лэнни Барби и Бриана Бэнкс
- Бри Беннетт